# سيد الخواتم: رفقة الخاتم
سيد الخواتم: رفقة الخاتم (بالإنجليزية: The Lord of the Rings: The Fellowship of the Ring) هو فيلم فنتازيا ملحمي صدر سنة 2001 للمخرج بيتر جاكسون وهو الأول ضمن ثلاثية سيد الخواتم المبني على المجلد الأول لرواية سيد الخواتم الذي يحمل نفس الاسم للكاتب ج. ر. ر. تولكين. أتبع الفيلم بكل من سيد الخواتم: البرجان (2002) وسيد الخواتم: عودة الملك (2003).
تقع أحداثه في الأرض الوسطى، حيث سيد الظلام ساورون يسعى للحصول على الخاتم الأوحد. يجد الخاتم طريقه إلى هوبيت شاب يدعى فرودو باغنز (إليجاه وود). يصبح مصير الأرض الوسطى على المحك عندما يبدء فرودو وثمانية من رفاقه رحلة إلى جبل الهلاك في أرض موردور، حيث هو المكان الوحيد الذي يمكن أن يُدَمَّرَ الخاتم فيه.
صدر في 2001، مع إشادة كبيرة من النقاد والمعجبين على حد سواء الذين اعتبروه نقطة تحول في صناعة الأفلام وإنجاز في صنف الفنتازيا. أستمر الفيلم بالظهور على قوائم النقاد لأعظم أفلام الفنتازيا التي صنعت على الإطلاق. وصلت عائداته في صناديق التذاكر حول العالم إلى 871 مليون دولار أمريكي، مما جعله ثاني أعلى الأفلام إيرادات لسنة 2001 في الولايات المتحدة والعالم (خلف هاري بوتر وحجر الفيلسوف) وخامس أعلى الأفلام إيرادات على الإطلاق آنذاك.
بحلول 2013، هو في المركز ال32 ضمن قائمة أعلى الأفلام دخلا عالمياً. ربح الفيلم أربعة جوائز أوسكار  وخمس من جوائز الأكاديمية البريطانية للأفلام منها جائزتان لأفضل فيلم وأفضل مخرج.

## القصة
في العصر الثاني من عمر الأرض الوسطى، يُمنح سادة الجان والأقزام والبشر خواتم القوة. لكن يصبّ سيد الظلام ساورون، دون علم البقية، الخاتم الأوحد في جبل الهلاك، ويجعل فيه جزءًا جمًا من قدرته ليغدو مهيمنًا على بقية الخواتم، وذلك ليتسنّى له غزو الأرض الوسطى. يحارب تحالف نهائي من البشر والجان قوات ساورون في موردور، حيث يبتر إيسلدور أمير جوندور إصبع ساورون الذي يحمل الخاتم، ويفنى نتيجة ذلك جسده المادي. يبدأ العصر الثالث من عمر الأرض الوسطى مع هزيمة ساورون الأولى. يتملّك إيسلدور الخاتم، فيُفسده تأثير الخاتم. تقتل مخلوقات الأورك إيسلدور لاحقًا، ويُفقد الخاتم لمدة 2500 سنة، حتى يجده جولوم، الذي يحوزه لخمسة قرون. ثم يجد الخاتم هوبيت اسمه بيلبو باجنز، يُصبح خفيًا عندما يرتديه، إلا أن باجنز لا علم له بتاريخ هذا الخاتم.
بعد ستين عامًا، يحتفل بيلبو بعيد ميلاده الـ111 في المقاطعة (الشاير)، ويجتمع شمله بصديقه القديم، الساحر العجوز جاندالف. يفصح بيلبو عن نيته بمغادرة المقاطعة في مغامرة أخيرة، ويترك إرثه، بما فيه الخاتم، لابن أخيه فرودو. رغم أن فساد الخاتم يبدأ بنخر لبّ بيلبو ويحاول الاحتفاظ به لنفسه، يساور الشك نفس جاندالف بشأن الخاتم، فيطلب من فرودو كتم سر الخاتم والحفاظ عليه. يفحص جاندالف بعد ذلك الخاتم، ويكتشف طبيعته الحقيقية، وينبّه فرودو مرة أخرى. يعلم جاندالف أن الأورك قبضوا على جولام وعذبوه، وأن جولام لفظ كلمتين في أثناء استجوابه: «المقاطعة» و«باجنز». يوعز جاندالف إلى فرودو بمغادرة المقاطعة، برفقة صديقه ساموايز كامجي. يمتطي جاندالف حصانه شادوفاكس إلى آيزنجارد للقاء زميله الساحر سارومان، لكنه يعلم أن سارومان قد تحالف مع ساورون، الذي بعث خدمه النازجول الموتى الأحياء التسعة لإيجاد فرودو. يأسر سارومان جاندالف بعد معركة وجيزة.
ينضم إلى فرودو وسام رفيقاهما من الهوبيت ميري وبيبين، ويتملصون من النازجول، ويصلون قرية لبري، حيث يفترض بهم لقاء جاندالف. مع ذلك، لا يصل جاندالف أبدًا، ويغيثهم حارس اسمه سترايدار عوضًا عنه، وهو صديق لجاندالف وعد بمرافقتهم إلى ريفنديل. يكمن النازجول لجماعة الهوبيت في ويذرتوب، ويطعن قائدهم، الملك الساحر، فرودو بنصل ملعون من مورجول. تقتفي أروين، وهي جنية وخطيبة سترايدار، أثر أراغورن وجماعة الهوبيت وتغيث فرودو، تنقذه من النازجول وتعرقلهم. تأخذه إلى ريفينديل حيث يُعالج. يلتقي فرودو بجاندالف، بعد أن هرب من آيزنجارد بمساعدة عقاب عملاق اسمه جوايهير. في تلك الليلة، يجتمع شمل أراجورن بآروين في ريفينديل، حيث يشددان على حبهما والتزامهما لبعضهما. يقيم اللورد إلروند، والد آروين، مجلسًا يقَر فيه وجوب تدمير الخاتم في جبل الهلاك. في خضم جدال أعضاء المجلس، يتطوع فرودو لأخذ الخاتم، يصحبه جاندالف، وسام، وميري، وبيبين، والجني ليجولاس، والقزم جيملي، وبورومير من جوندور، وسترايدار، الذي يتبين أنه أراجورن ذاته، وريث إيسلدور وملك جوندور الشرعي. يعطي بيلبو سيفه المدعوّ ستينج لفرودو، تنطلق رفقة الخاتم، لكن قوى سارومان السحرية تجبرهم على السفر عبر مناجم موريا، الأمر الذي ساء جاندالف للغاية.
تكتشف الرفقة أن أقزام موريا قد تعرضوا لمذبحة، ويهاجمهم الأورك وترولات الكهوف ويهزمونهم، لكن يواجههم هلاك دورين، شيطان مقيم داخل المناجم. يُلقي غاندالف الشيطان في صدع واسع، لكنه يجر غاندالف إلى الظلام السفلي معه. تصل الرفقة، بقيادة أراغورن، إلى لوثلورين، موطن الجان غالادريال وسيليبورن. تُعلم غالادريال فرودو سرًا أنه الوحيد القادر على إتمام المسعى، وأن أحد أصدقائه سيحاول حيازة الخاتم. في هذه الأثناء، ينشئ سارومان جيشًا من الأورك لتقفي أثر الرفقة وقتلهم.
تغادر الرفقة لوثلورين عبر نهر بارث غالين. يتواجه فرودو مع بورومير في أثناء تجواله، ويحاول الأخير يائسًا سرقة الخاتم. خوفًا من إفساد الخاتم لأصدقائه، يقرر فرودو المسافرة إلى موردور وحيدًا. يباغت الأورك الرفقة بعد ذلك ويأسرون ميري وبيبين، ويجرح قائد الأورك لورتز، بورومير جرحًا مميتًا. يصل أراغورن ويذبح لورتز، ويُراقب بورومير بينما يموت بسلام. يتبع سام فرودو مرافقًا إياه ليوفي وعده لغاندالف بحماية فرودو، بينما يتوجه أراغورن، وليغولاس، وغيملي لإنقاذ ميري وبيبين.

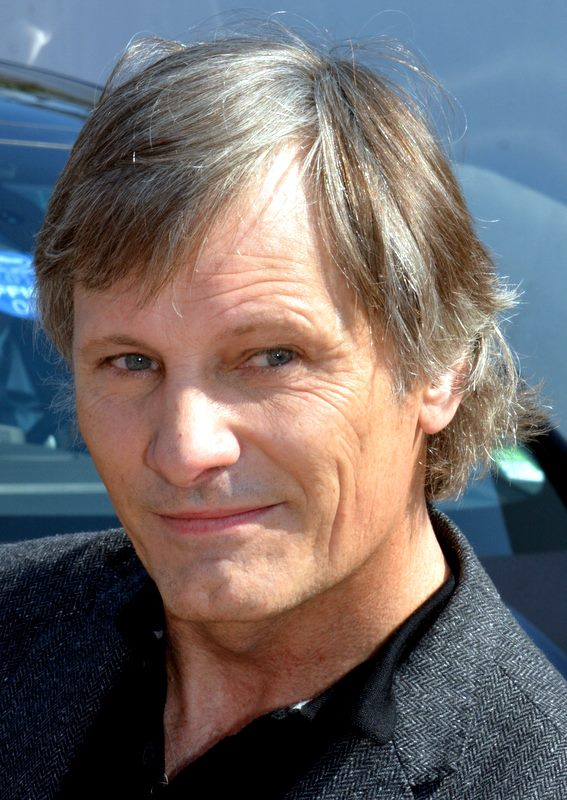
فيجو مورتينسين في دور أراغورن

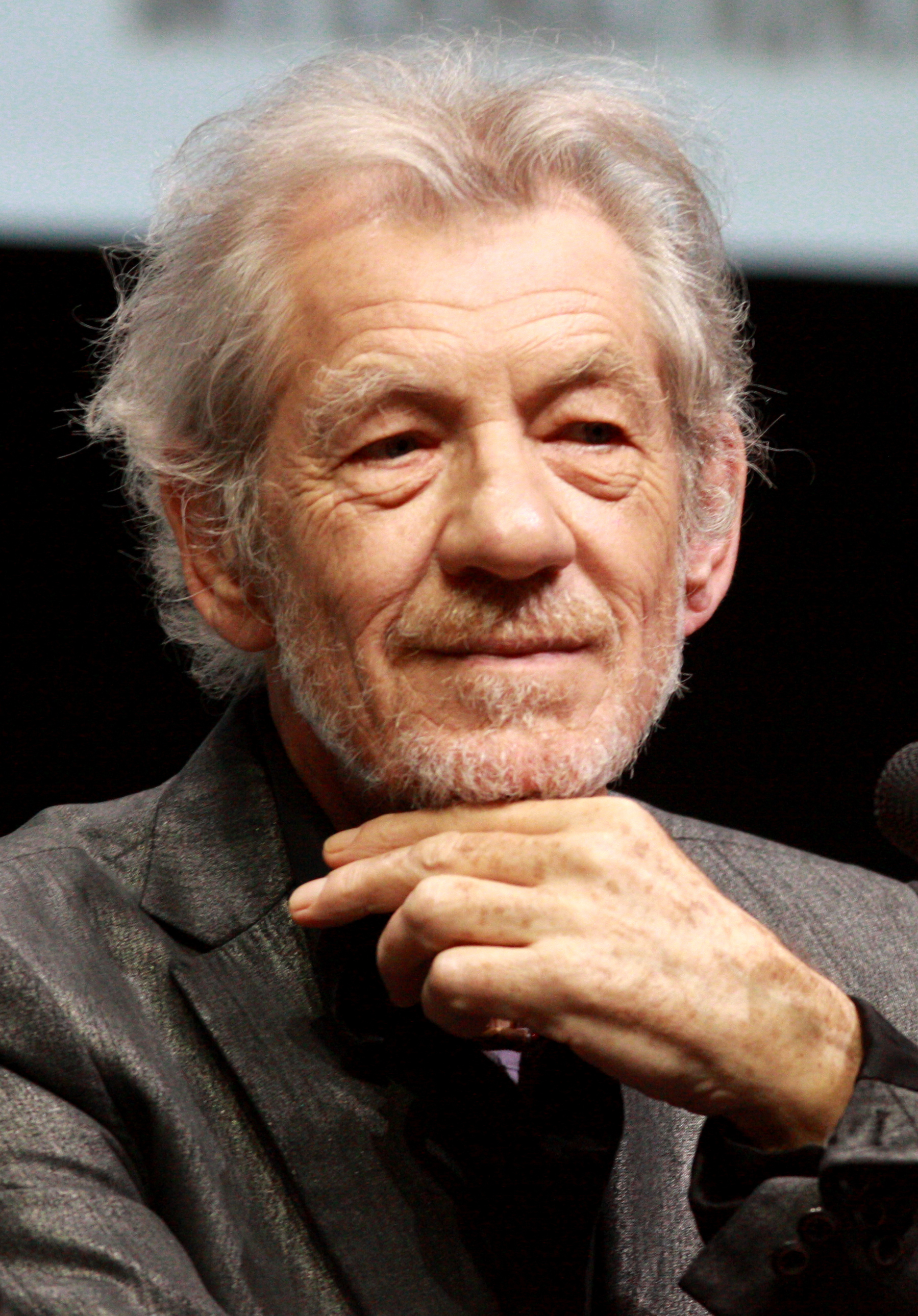
إيان ماكيلين في دور غاندالف

## الممثلون
- إليجاه وود: في دور فرودو باجنز
- إيان ماكيلين: في دور غاندالف
- شون أستين: في دور ساموايز كامجي الملقب سام
- فيجو مورتنسن: في دور أراغورن
- شون بين: في دور بورومير
- بيلي بويد: في دور بيبين توك الملقب بيبين
- دومينيك موناغان: في دور ميري برانديباك، الملقب ميري
- أورلاندو بلوم: في دور ليغولاس
- جون رايز-ديفيس: في دور غيملي
- كريستوفر لي: في دور سارومان
- ليف تايلر: في دور أروين
- كيت بلانشيت: غالادريال
- هوغو ويفنغ: إلروند
- إيان هولم: بيلبو باجنز
- مارتون كسوكاس: سيليبورن
- سالا بيكر: ساورون
- كريج باركر: هالدير
- لورانس ماكواري: ليرتس
- ديفيد ويذرلي: بروسبر بويديبيوري

يقوم بيتر جاكسون بِدَوْر الكاميو حيث يلعب دور زبون لبوني فرنغانت في بري.

## السيناريو والتعديلات مقارنة بالكتاب

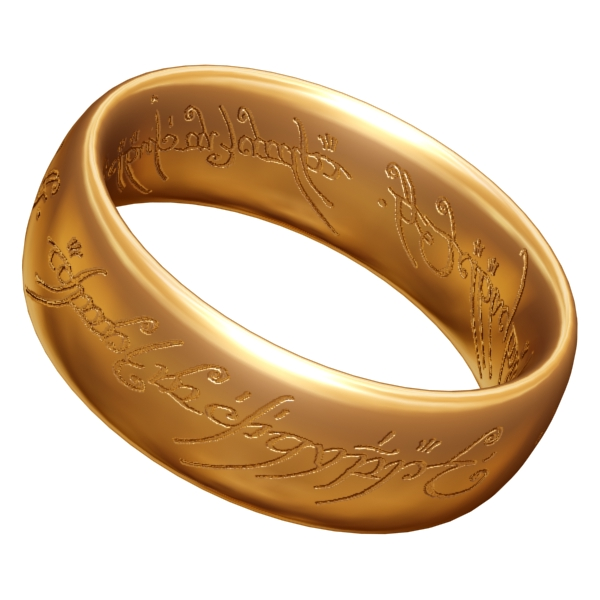
الخاتم الأوحد

هناك اختلافات كثيرة مع الكتاب لأسباب تتعلق أساسًا بطول الفيلم ووتيرته. وهكذا، تفصل في الكتاب فترة سبعة عشر عامًا عن اللحظة التي يترك فيها بيلبو الخاتم إلى فرودو واللحظة التي يعود فيها غاندالف إلى المقاطعة ليكشف لفرودو ما اكتشفه عن الخاتم. تم تقليص هذه الفترة إلى بضعة أشهر في الفيلم لمسألة الإيقاع ولإعطاء إحساس بالإلحاح (بينما يأخذ فرودو كل وقته للمغادرة في الكتاب). ونتيجة لذلك، فإن فرودو، بدلاً من أن يكون 52 عاما كما في الكتاب، صغير جدًا. تم استبعاد شخصية توم بومباديل وجزء القصة المتعلق بها من الفيلم لأنه، وفقًا لبيتر جاكسون، لم يضيف شيئًا إلى القصة الرئيسية، ولم يكن له علاقة بفرودو أو بالخاتم الأوحد وهما الشيئان الرئيسييَّان اللذان أراد جاكسون التأكيد عليهما. وهكذا، في الفيلم، نذهب مباشرة إلى وصول مجموعة الهوبيت إلى بري بعد عبورهم بحيرة برانديفن على العبارة.
في الفيلم، تساعد أروين فرودو المصاب بجروح بالغة على الانضمام إلى ريفنديل بينما يؤدي إليفن لورد غلورفنديل هذه المهمة في الكتاب. لم يرغب كتّاب السيناريو في تعقيد القصة من خلال تقديم شخصية اختفت تمامًا من السرد، وفي الوقت نفسه، سمحت بتعزيز دور أروين وتصوير علاقتها مع أراجورن. في الكتاب، عندما يلتقي أراجورن مع الهوبيت في بري، فإن سلاحه ليس سوى شفرة نارسيل المحطمة، والتي سيتم إعادة تشكيلها بعد مجلس إلروند. لكنه يحمل سيفًا آخر في الفيلم لأنه، وفقًا لجاكسون، كان من السخف في نظر الجمهور غير المألوف للكتاب أن يستخدم أراجورن سيفًا مكسورًا. تمت إضافة شخصية لورتز، غير الموجودة في الكتاب، إلى الفيلم حيث أضيفت خصيصا لكي تواجه رفقة الخاتم شريرا محددا مع نهاية الجزء الأول من الثلاثية. وبالمثل، فإن المعركة التي تظهر فيها هذه الشخصية مستعارة من البرجين. كما أن شخصية سارومان أكثر تطوراً ودوره أكثر أهمية مما كان عليه في الكتاب، حيث لا يظهر إلا خلال ذكريات الماضي التي رواها غاندالف.

## الإنتاج

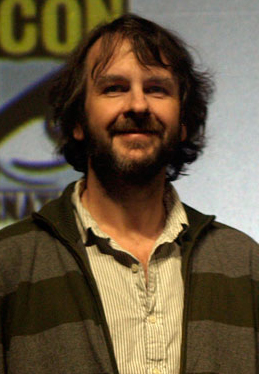
سيد الخواتم: رفقة الخاتم هو سابع فيلم أخرجه بيتر جاكسون

### تطور المشروع
اكتشف بيتر جاكسون سيد الخواتم في سن السابعة عشر من خلال فيلم الرسوم المتحركة الذي يحمل نفس الاسم من إخراج رالف باكشي وتم إصداره في عام 1978. بعد أن استمتع بهذا العمل غير المكتمل ورغبته في معرفة المزيد عنه، قرأ الروايات بقلم جون رونالد تولكين  خلال رحلة بالقطار مدتها 12 ساعة من ويلينجتون إلى أوكلاند في سن السابعة عشرة.
في عام 1995، أنهى جاكسون، وهو الآن مخرج، تصوير فيلم «أشباح ضد أشباح» واعتبر تكييف كتاب سيد الخواتم كفيلم مشروعًا جديدا، متسائلاً لماذا لم يفعله أحد منذ ذلك الحين. بفضل التقدم في رسومات الكمبيوتر منذ إنتاج فيلم الحديقة الجوراسية سنة 1993. يعتقد أن فيلمًا خياليًا يمكن أن يكون له الآن تأثيرات خاصة يمكن تصديقها، وفي أكتوبر، مع شريكته فران والش ودعم هارفي واينستين، رئيس ميرماكس، بدأ التفاوض مع شاول زاينتز، الذي امتلك حقوق تعديل الكتب منذ أوائل السبعينيات من القرن العشرين، وبدأ على أساس إنتاج فيلمين معدلين من سيد الخواتم وآخر يعتمد على الهوبيت. ولكن تظهر المشاكل عندما يتبين أن شاول زاينتز ليس لديه حقوق الهوبيت، وفي نفس الوقت تقدم شركة يونيفرسال بيكشرز لجاكسون إعادة إنتاج فيلم كينغ كونغ. في أبريل 1996، توقفت المفاوضات وقرر جاكسون أن يصنع فيلمه عن كينغ كونغ أولاً، لكن يونيفرسال بيكشرز ألغت المشروع في نهاية العام، وبالتالي عاد جاكسون إلى سيد الخواتم، الذي تملك حقوقه الآن شركة ميرماكس. بعد ثلاثة أشهر قدم جاكسون وولش مشروعهما لتكييف ملحمة سيد الخواتم على شكل سلسلة أفلام لمالكيْ شركة ميرماكس هارفي وبوب وينشتاين وبالتالي مالكيْ حقوق سيد الخواتم مع فيلم أول، تحت عنوان سيد الخواتم: رفقة الخاتم، وينتهي الفيلم الأول بذهاب غاندالف وبيبين توك إلى ميناس تريت عاصمة أرض غوندور، وفيلم ثاني بعنوان حرب الخاتم. يتفق الأخوان المنتجان على إنتاج هذين الفيلمين بميزانية قدرها 75.000.000 دولار.
ثم بدأ جاكسون وولش في كتابة السيناريو بمساعدة ستيفن سينكلير ورفيقته فيليبا بويينز، وهي معجبة كبيرة بكتب تولكين. اتستغرقت عملية كتابة الفيلمين أكثر من عام بقليل. تعين على سنكلير مغادرة المشروع بسبب الالتزامات المهنية الأخرى، وتنشأ قضايا أخرى عندما يدرك ميرماكس أن تكلفة الأفلام من المرجح أن تكلف ضعف الميزانية الأصلية المدرجة في الميزانية. قرر المنتجون، الذين استثمروا بالفعل 15 مليون دولار، دمج الفيلمين في فيلم واحد، وفي 17 يونيو 1998، عرض بوب وينشتاين على جاكسون أن يصنع فيلمًا واحدًا مدته ساعتان، مما يشير إلى حذف المقاطع المتعلقة بري ومعركة هيلمز ديب، بالإضافة إلى شخصية سارومان، وطلب منه جعل روهان وجوندور نفس البلد، مع إيوين كأخت بورومير، لتقصير الممرات في ريفندل وموريا بشكل كبير، وأن يمنع الإينت الأورك من خطف ميري وبيبين. منزعجًا من فكرة خسارة نصف مشروعه ، رفض جاكسون وأعطاه هارفي واينستين أربعة أسابيع للعثور على استوديو إنتاج آخر من شأنه إعادة شراء الحقوق له. يتجول جاكسون حول منتجي هوليوود ويعرض عليهم مقطع فيديو مدته 35 دقيقة لمشروعه، لكن لا يبدو أن أحدًا كان مهتمًا ومع اقتراب الموعد النهائي. كملاذ أخير، التقى مارك أوردسكي وروبرت الشايع، من شركة نيو لاين سينما، اللذين سألوه بعد مشاهدة الفيديو عن سبب رغبته في صنع فيلمين في حين أن هناك ثلاثة كتب ثم قدما إليه عرضا بعمل ثلاثية أفلام.
يعود جاكسون والش وبوينز إلى العمل في كتابة ثلاثة نصوص جديدة، مع توسع المشروع الذي يضيف المزيد من العمل لهم ولكن يمنحهم المزيد من الحرية لتطوير القصة. قرر الكتاب الثلاثة اتباع نهج زمني أكثر من الكتب وجعل البحث عن فرودو العنصر المركزي في السيناريو، والمكائد حول أراجورن هي العنصر الثانوي. وبالتالي، فإن تقسيم الأفلام الثلاثة ليس هو نفسه تمامًا كتقسيم المجلدات الثلاثة من الكتاب، كما تم التخلي عن الشخصيات والأحداث التي لا تساهم في هذين العنصرين، مثل شخصية توم بومباديل و«تطهير المقاطعة». تم تغيير وصف العديد من شخصيات الكتب لأسباب درامية وتستمر كتابة السيناريو في التطور أثناء التصوير بسبب اقتراحات الممثلين بخصوص شخصياتهم. كان التغيير الأكثر بروزًا في شخصية أروين، التي كان من المفترض في الأصل أن تكون محاربة أكثر انخراطًا في الأحداث، وعلى الأخص في معركة هيلمز ديب، قبل أن يُعيدها كتَّاب السيناريو إلى صورة أقرب أكثر إلى وصفها في الكتب.

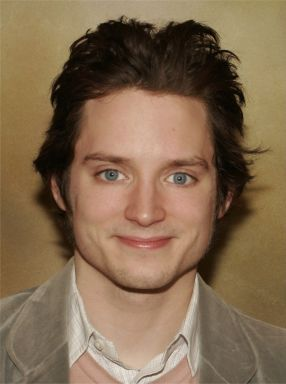
إليجاه وود كان أول ممثل يلتحق بطاقم الفيلم

### اختيار الممثلين
أول ممثل دخل فريق عمل هو الممثل الأمريكي إليجاه وود، الذي سمع عن المشروع من وكيله وحرص جدًا على لعب دور فرودو في الفيلم، رغم أنه يعلم أن المنتجين يريدون ممثلًا إنجليزيًا وليس أمريكيا. حيث أرسل لبيتر جاكسون شريط تسجيل صوتي يقرأ فيه مقطعًا من الكتاب ويشارك على أساس هذا الأداء الذي اعتبره جاكسون مقنعًا للغاية. تم اختبار حوالي 150 ممثلاً لدور فرودو، بما في ذلك دومينيك موناغان الذي تم تعيينه لدور ميري.
لدور غاندالف، اقترب جاكسون من شون كونري وباتريك ستيوارت، لكنهم رفضوا العرض. أخيرًا تم إشراك إيان ماكيلين بعد إجراء ترتيب مع منتجي فيلم رجال-إكس، وهو فيلم يلعب فيه إيان ماكيلين دور ماغنيتو، لإطلاق سراحه في أقرب وقت ممكن بعد إنهاء تصوير الفيلم.
فيما يتعلق بدور أراغورن، دانيال داي لويس هو الممثل الأول الذي يتم الاتصال به لكنه رفض الدور. تم الاتصال بعد ذلك بـ نيكولاس كيج لكنه اضطر إلى رفض العرض لأسباب عائلية. تم اختيار ستيوارت تاونسند بعد ذلك، لكن جاكسون أدرك قبل بداية التصوير بقليل أنه صغير جدًا على هذا الدور. تم الاتصال بـ راسل كرو ليحل محله لكنه رفض لأنه يعتقد أن هذا الدور قريب جدًا من الدور الذي لعبه للتو في فيلم غلاديايتر. لذلك اتصل جاكسون بـ فيجو مورتينسين في اللحظة الأخيرة، حيث بدأ تصوير الفيلم بالفعل. يوافق على استئناف الدور بإصرار من ابنه الذي عشق الروايات رغم أنه لم يقرأها بنفسه.
شون أستين، الذي حظي أداؤه خلال عملية التمثيل بشعبية كبيرة ولكنه اعتُبِرَ نحيلا جدًا، مما منعه من لعب دور ساموايز كامجي، حيث كان عليه أن يكون أسمن بـ 15 كغ على الأقل، للحصول على الدور. تم اختيار إيان هولم، الذي لعب بالفعل دور فرودو في تكيف إذاعي تم إنتاجه لـقناة بي بي سي (BBC) في عام 1981، على الفور ليلعب دور بيلبو باجنز. كان سيلفستر مكوي هو الخيار الثاني لفريق الإنتاج في حالة رفض هولم.
كريستوفر لي، الذي التقى ج آر آر تولكين ويقرأ الروايات مرة واحدة كل السنة، وأورلاندو بلوم كان في الأصل في قد أجريا اختبارًا لأداء أدوار كل من غاندالف وفارامير على التوالي ولكن تم تعيينهم لدور سارومان وليجولاس. تم اختيار جون رايز-ديفيس للعب دور القزم غيملي كما أعجب المنتجون أيضا بأداء بيلي كونولي في هذا الدور أيضًا. اقترب ليام نيسون من لعب برومير لكنه رفض الدور، ليحصل عليه بعد ذلك شون بين.
من بين الممثلين الذين أعربوا عن اهتمامهم بدور ما ولكن لم يتم اختيارهم كان فين ديزل عن فيلم الذي كان مهتما بأداء دور أراجورن، وبروس ويليس الذي كان مهتما بأداء دور برومير، وديفيد بوي الذي رُفِض من دور إلروند، وهيلينا بونهام كارتر لـ أن التي رفضت من دور أروين.

### التصوير

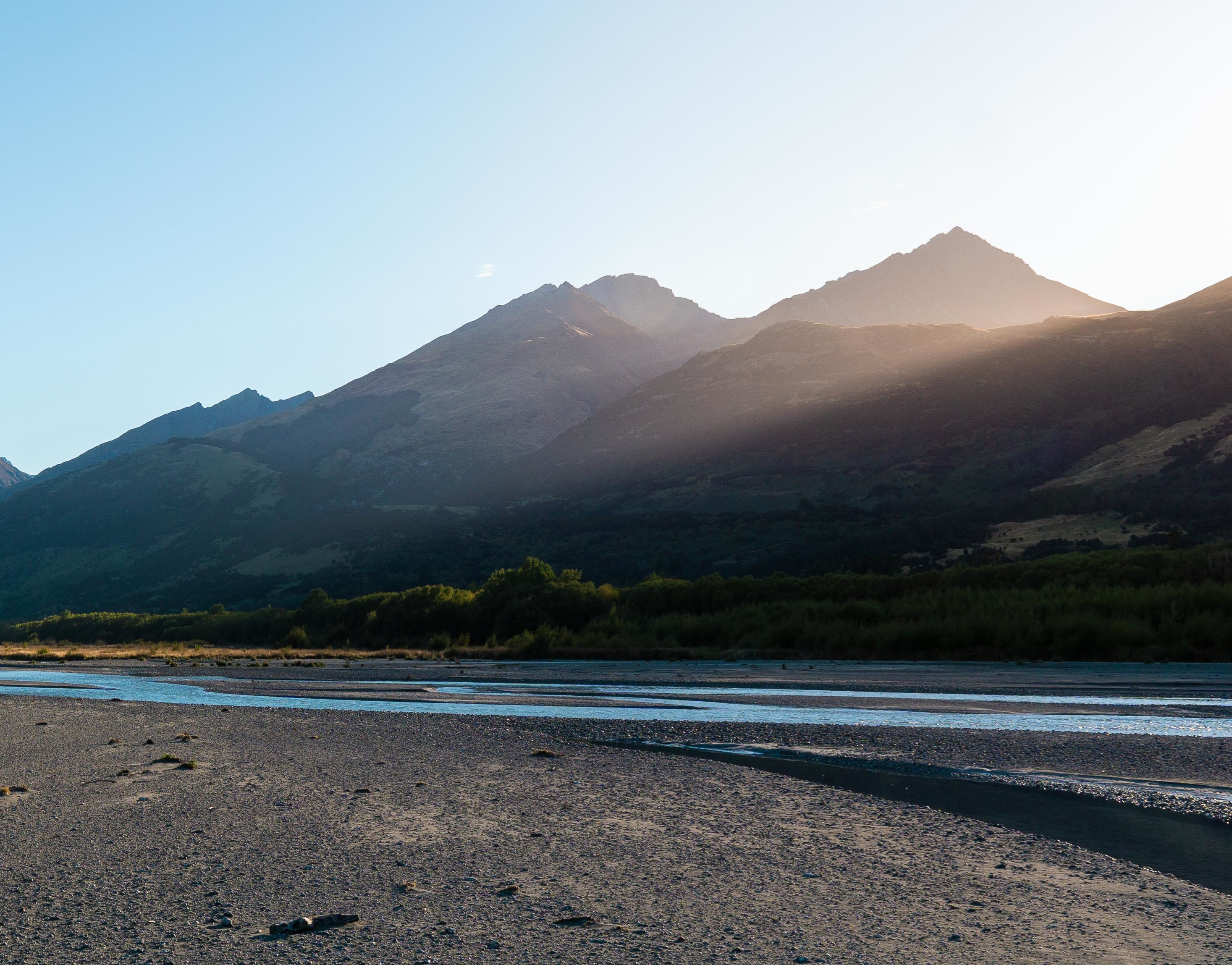
نهر في غلينورشي في جنوب نيوزلندا حيث تم تمثيل مشاهد آيزنغارد في الفيلم

تم تصوير الأفلام التي تشكل ثلاثية سيد الخواتم في وقت واحد في نيوزيلندا، مع وجود الاستوديوهات في ويلينغتون، وتستمر لمدة أربعة عشر شهرًا، من أكتوبر 1999 إلى ديسمبر 2000، ولكن العديد من المشاهد من سيد الخواتم: رفقة الخاتم تم تصويرها، خلال الأشهر القليلة الأولى. بدأ التصوير في 11 أكتوبر 1999 بمشهد حيث يواجه فرودو وسام وميري وبيبين لأول مرة واحدًا من النازغول. تم تصوير المشهد في في حديقة ماونت فيكتوريا في ويلينغتون. انضم فيجو مورتينسين إلى التصوير بعد فترة وجيزة وبدأ في مشهد معركته ضد النازغول على جبل وندي بينما لم يخضع لأي تدريب خاص في التعامل مع السيف. كان لديه الوقت فقط لأخذ دورة تدريبية مكثفة وسريعة في المبارزة مع مدرب المبارزة بوب أندرسون، لكنه مع ذلك أثار إعجاب طاقم الفيلم بقدرته على الدخول بسرعة في دوره ومشاركته في كل تفاصيل شخصيته. انضم إيان ماكيلين إلى المجموعة في 17 يناير 2000، عندما انتهى لتوه من تصوير رجال-إكس.
تم تصوير المشاهد الخارجية في مواقع مختلفة في نيوزيلندا، في كل من الجزيرة الشمالية والجزيرة الجنوبية. يتم تصوير العديد من المشاهد في مواقع منعزلة للغاية ويصعب الوصول إليها، مثل تلك الخاصة بصعود ممر كارادراس في منتزه ماونت أسبيرينغ الوطني، ويجب إنزال الطاقم بطائرة هليكوبتر (مما يثير الحزن الشديد شون بين، الذي يشعر بالخوف الشديد من وسيلة النقل هذه ويستخدمها مرة واحدة فقط، مفضلًا بعد ذلك التسلق لعدة ساعات لتجنبها). تم تصوير الأجزاء الخارجية من مقاطعة «الشاير» بالقرب من مطماطة؛ وتلك الموجودة في لاود ووترعلى نهر أراو الواقع في مقاطعة أتاغو، بالقرب من كوينزتاون؛ وتلك الموجودة في ريفنديل في المتنزة الجهوي كايتوك، على بعد 40 كم شمال ولنجتون؛ وتلك الموجودة في لوتولوريان في غابة بارادايز، في الجزيرة الجنوبية، وكذلك في فرنسايد، في الجزيرة الشمالية، لمشهد المغادرة في القوارب. تم أيضًا تصوير بعض المشاهد من نهاية الفيلم، في أمون هين، في بارادايز.
من بين الصعوبات التي واجهها الفيلم الأول، يطرح تسلسل المقدمة المتعلقة بتاريخ الخاتم الكثير من المشاكل لكتاب السيناريو وكان القرار النهائي يقضي بدمج مقدمة يتم اتخاذها فقط خلال مرحلة ما بعد الإنتاج. لذلك يتم تحرير المشاهد التي تتألف منها خلال نفس الفترة التي تم فيها تسجيل الموسيقى التصويرية الأصلية. لاختيار الراوي، فكر كتاب السيناريو في فرودو وغاندالف قبل اختيار غالادريل للجانب الخالد من الجان ولصوت كيت بلانشيت. بدون وجود هذه المقدمة، فإن المشهد الذي يشرح فيه غاندالف لفرودو الطبيعة الحقيقية للخاتم كان سيكون أطول بثلاث مرات لأن غاندالف كان سيُضطر لحكاية القصة بأكملها. يعد مجلس إلروند أيضًا أحد أكثر المشاهد صعوبة في التصوير ، حيث تطلَّب أسبوعًا، نظرًا للعدد الكبير من الممثلين الذين يشاركون فيه بشخصيات ذات أحجام مختلفة جدًا وترتيبهم في شكل دائري صعَّب للغاية تصوير المشهد بتقنية التسديدة العكسية. تخلل التصوير إصابات مختلفة، معظمها ليست خطيرة، باستثناء شون أستين الذي فتح باطن قدمه بقطعة من الزجاج، خلال المشهد حيث دخل الماء لينضم إلى فرودو الذي يذهب بمفرده في قارب. مما أوجب نقله إلى المستشفى. يعاني جون رايز-ديفيس من رد فعل تحسسي عنيف تجاه مكياجه، والذي يستغرق أكثر من أربع ساعات يوميًا لتطبيقه، مما ينتج عنه إكزيما حول عينيه، مما يضطره إلى أخذ يوم عطلة عن كل يوم تصوير.

### التصميم

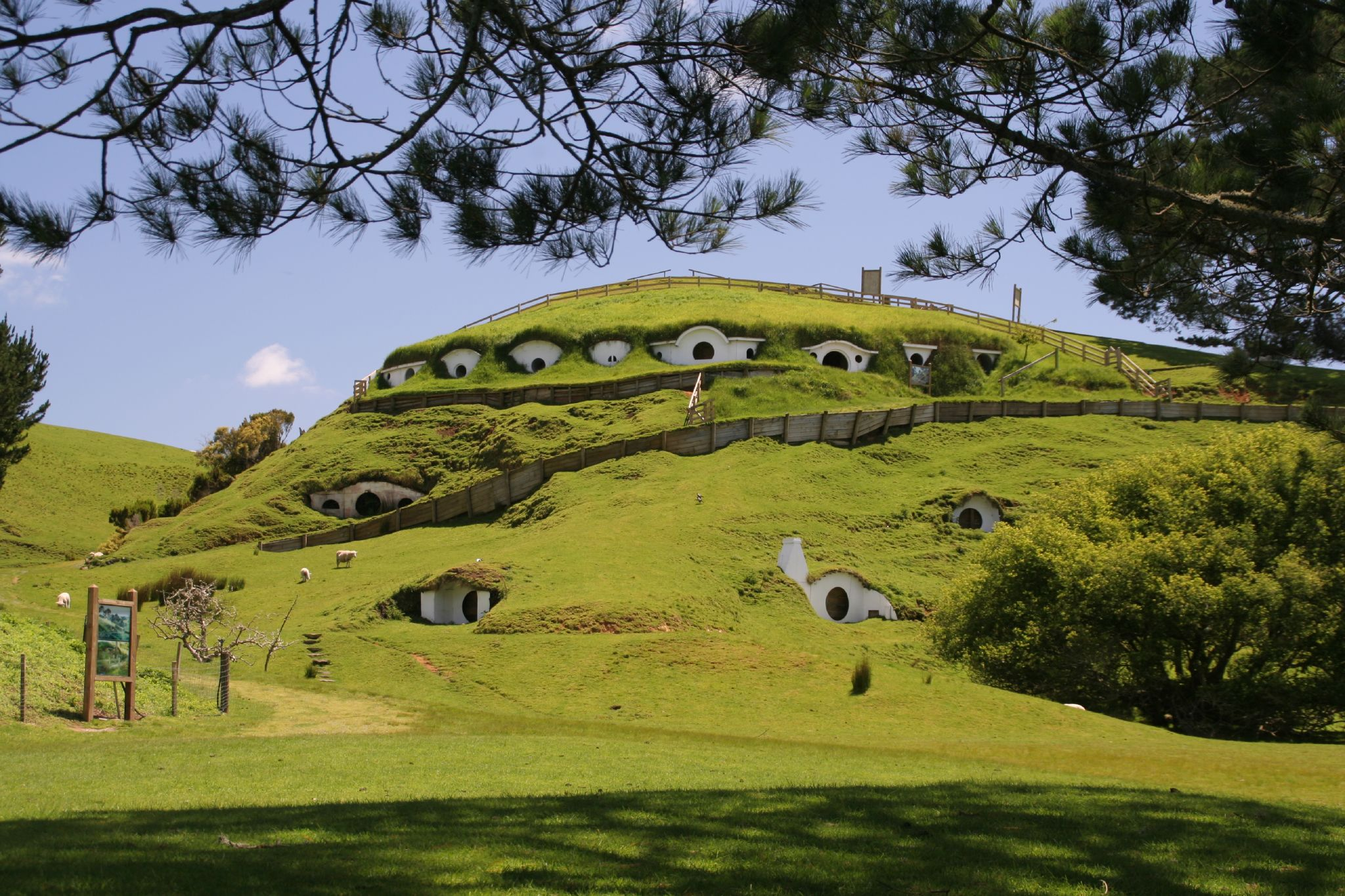
ديكور الهوبيتون صنع خصيصا من أجل الفيلم

جميع الدعائم الموجودة في الفيلم، من الأشياء اليومية الأكثر شيوعًا إلى الأسلحة والدروع، مصممة خصيصًا لهذه المناسبة، أحيانًا على مقياسين مختلفين. وهذا يتطلب دعوة العديد من الحرفيين المتخصصين وفريق الديكور المكون من 300 شخص. تعمل ورشة ويتا، التي يديرها ريتشارد تايلور، على تصميم وتصنيع الأسلحة والدروع والمخلوقات والمنمنمات وأطراف الماكياج الاصطناعية، بما يزيد عن 45000 قطعة. يعتمد تصميم المجموعات والأزياء والدعائم بشكل أساسي على الرسوم التوضيحية لجون هاو وآلان لي اللذان سرعان ما اقترب منهما بيتر جاكسون، وكلاهما تعاون على نطاق واسع في الثلاثية كمصممين فنيين. يقدم الفريق الذي تم إنشاؤه حولهم أنماطًا من الأسلحة والدروع والملابس والهندسة المعمارية مختلفة تمامًا لكل ثقافة (الآلف (الجن)، الأقزام، الهوبيت، غوندور) بحيث يمكن تمييزها تمامًا.
يبدأ بناء الهوبيتون قبل عام من بدء التصوير، وهو الوقت اللازم للزراعة والسماح للنباتات بالنمو، على قطعة أرض مساحتها 2 كم بالقرب من مطماطة. يقوم آلان لي بتصميم الهوبيتون استنادًا إلى المناظر الطبيعية في المنتزه الطبيعي دارتمور بينما يكون جون هاو مسؤولاً عن تصميم باغ إند، حيث يتخيل بيئة دافئة وقديمة اعتمادا على البيئة الريفية المثالية في إنجلترا. قام لي أيضًا بتصميم أورتانك، بهدف إعطاء الانطباع عن مكان مزعج ولكنه أنيق، بهندسة معمارية متغطرسة؛ ريفنديل، والتي يجب أن تمثل المركز الثقافي للآلف (الجن) ولكن أيضًا ارتباطها بالطبيعة مع استحضار الكآبة، مع الأشكال الخريفية، بسبب رحيلهم الوشيك إلى فالينور؛ ولوتلوريان، التي تمثل المرجع الروحي للآلف وحيث يجب إيجاد توازن بين الجانب المعماري والجانب الطبيعي للمكان. استغرق بناء مجموعات ونماذج كاراس غالادون أربعة أشهر. يساهم هاو أيضًا في تصميم آرغونات وتصميم الدروع، وهو متخصص في هذا المجال. تم تصميم الخاتم بتكليف من جون هاو بواسطة جينس هانسن، صائغ الفضة السويدي الذي توفي أثناء التصوير.
ابتكرت نجيلا ديكسون وفريقها المكون من 40 خياطة أكثر من 19000 زي، بما في ذلك 40 نسخة من كل زي يرتديه الممثلون الرئيسيون وبطاناتهم، مما يمنحهم مظهرا متجددا مع تقدم العمر وذلل لإضفاء واقعية إضافية. تمثل أزياء نازغول تحديًا حقيقيًا لمصممي الأزياء لأنها تتكون من خمس طبقات من الملابس المختلفة لمسافة 50 مترًا من القماش. يعد صنع أقدام الهوبيت، التي تم إنشاء أكثر من 1800 زوج منها، مشكلة خاصة حيث يجب أن تكون حازمة ومرنة في نفس الوقت وأن تتناسب تمامًا مع الأقدام الحقيقية للممثلين، الأمر الذي يتطلب ساعة ونصف من الماكياج يوميًا.

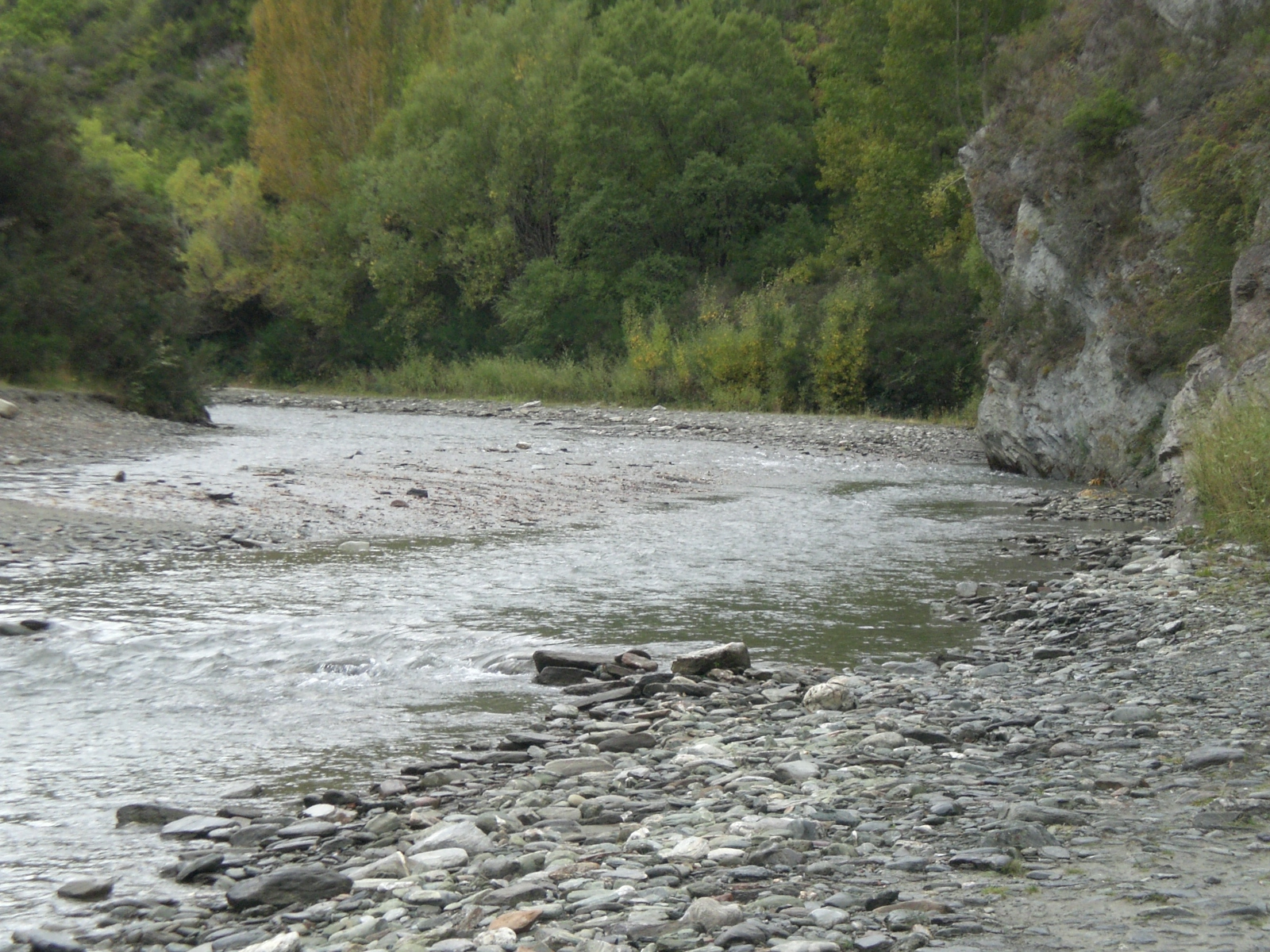
مشهد الفيضان الذي تم تصويره على نهر أراو، هو أحد الأماكن القليلة التي لم تنتج فيها ويتا ديجيتال المؤثرات الخاصة فيها

### المؤثرات الخاصة
لتمثيل الحجم الصغير لـ جنس الهوبيت وغيملي القزم على الشاشة، يتم استخدام تقنيات مختلفة حسب المشهد. وفقًا لريتشارد تيلور، مدير المؤثرات الخاصة بالفيلم: "كان على الجمهور أن يؤمن بحجم الهوبيت، وإلا كان ذلك فاشلاً. لذلك استخدمنا كل ما هو ممكن: من التأثيرات البسيطة من بدايات السينما إلى أحدث المؤثرات الخاصة. كان لابد من بناء كل شيء في نسختين: أسلحة ، أزياء ... في كل مرة يصادف فيها الهوبيت إنسانًا، أو يلمس شيئًا، أو يتشاجر، يجب أن تكون هذه الأشياء أكبر بمقدار الثلث أو أصغر بمقدار الثلث. لكي يعمل الوهم. كما قمنا أحيانًا بتصوير الأقزام والعمالقة ”. يتم استخدام المنظور القسري، ويتم إنشاء مجموعات على مقياسين مختلفين، ويقوم الممثلون أحيانًا بتصوير المشاهد الشائعة بشكل منفصل على خلفية زرقاء ثم يتم دمجها في نفس الصورة بواسطة التراكب، وإليجاه وود، وشون أستين، وبيلي بويد، ودومينيك موناغان كلها ذات بطانة صغيرة الحجم.
تم صنع العديد من النماذج والمنمنمات للفيلم، وبعضها كانت مهيبة لحدٍّ بعيد. أكبرها هي تلك الموجودة في ريفنديل، كاراس غالادون (التي غرست من أجلها ثمانية أشجار بارتفاع ثمانية أمتار والتي توجد عليها مساكن الآلف)، وبرج أورتانك (ارتفاع أربعة أمتار ووضعه في وسط الدائرة) إيزنغارد، التي يبلغ قطرها 18 مترًا، وتماثيل آرغونات (ارتفاع 2.40 متر) والعديد من زخارف موريا. ثم تضاف التأثيرات الرقمية لتمثيل المناظر الطبيعية المحيطة. بعض النماذج التي صنعتها ورشة ويتا (مثل كهف الترول) يتم مسحها ضوئيًا من قبل قسم المؤثرات الخاصة، المسؤول عن رقمنتها.
أنتج ديجيتال ويتا، وهو استوديو مسؤول عن المؤثرات الخاصة بفريق مكون من 260 شخصًا، 580 رسمًا حاسوبيًا، أكثرها تطلبًا هي غرفة كافيناين الرائعة ومخلوقات موريا: مراقب الماء، ترول الكهوف والبروج. ومع ذلك، انتهى الأمر بالأستوديو الذي طغى عليه عبء العمل الهائل المطلوب التساهل في بعض المؤثرات الخاصة، لا سيما الطوفان (على شكل خيول مكونة من الماء) من مخاضة لاود ووتر إلى المجال الرقمي. تُستخدم رسومات الكمبيوتر كثيرًا للمشاهد التي تجري أحداثها في موريا، وبعض اللقطات البعيدة (مثل مطاردة الأورك لرفقة الخاتم إلى القاعة الكبيرة وعبورهم للجسر) حيث تتكون بالكامل من صور رقمية.
تم تصميم برنامج ماسيف خصيصًا للثلاثية لمحاكاة مشاهد المعركة الكبيرة بشكل واقعي. لم يُستخدم في الفيلمين الآخرَيْن ولكن تم استخدامه في معركة داجورلاد في المقدمة. يتم الحصول على تأثيرات العالم الأثيري الذي يظهر عندما يضع فرودو الخاتم على إصبعه من خلال تشويه الصورة عن طريق إدخال صور أخرى (ماء أو نار) بتباين عالٍ. يستفيد الفيلم من التدرج الرقمي لإجراء تنقيح متعدد للصور من أجل تعديل تألقها والتلاعب بالضوء والظلال وإضافة الألوان أو إزالتها (كما في الهوبيتون أو موريا). يُعهد بالمعايرة إلى بيتر دويل، الذي عمل على مصفوفة، بالتعاون مع مدير التصوير الفوتوغرافي أندرو ليسني.

### الشريط الموسيقي الأصلي
بدأ الملحن هوارد شور العمل على الموسيقى التصويرية للفيلم خلال مرحلة الإنتاج. تم تسجيل معظم الموسيقى التصويرية في لندن، مع قيام شور ببقيادة أوركسترا لندن لهذه المناسبة. تطور اللحن الموسيقي على مع تقدم الفيلم ليأخذ فروقًا دقيقة مختلفة في النغمات والحركية، حيث كان في البداية عبارة عن مقطع موسيقي بسيط يتم تكراره، وتم إيجاد بعده البطولي الكامل مع رحيل ريفنديل، ثم أصبح أكثر حزنًا مع اختفاء غاندالف. بالنسبة لموضوع موريا، يدعو شور جوقة من المطربين البولينيزيين، والتي تسجل في نيوزيلندا. كما قدَّم شور لحنًا غريبًا لـ لوتولوريان، باستخدام الأدوات الأفريقية والهندية، وموضوعًا صناعيًا في إيقاع 5/8 لـ آيزنغارد. أغنية «في الأحلام»، التي كتبتها فران والش، غناها إدوارد روس، وهو صبي في الثانية عشرة من عمره، برفقة جوقة للأطفال. شاركت الفنانة الأيرلندية إنيا، التي كتبت مقطوعة موسيقية تسمى لوتولوريان لألبومها الاستوديو الثالث شفرد مونس، في الفيلم بغناء«آنيرون» و «ربما تكون».
| 1.  | "النبوءة (The Prophecy)"                                                 | 3:55 |
| 2.  | "يخص الهوبيت (Concerning Hobbits)"                                       | 2:55 |
| 3.  | "ظل الماضي (The Shadow of the Past)"                                     | 3:32 |
| 4.  | "خيانة آيزنغارد (The Treason of Isengard)"                               | 4:00 |
| 5.  | "الفارس الأسود (The Black Rider)"                                        | 2:48 |
| 6.  | "عند إشارة البوني القافز (At the Sign of the Prancing Pony)"             | 3:14 |
| 7.  | "سكين في الظلام (A Knife in the Dark)"                                   | 3:34 |
| 8.  | "رحلة إلى فورد (Flight to the Ford)"                                     | 4:14 |
| 9.  | "اجتماعات كثيرة (Many Meetings)"                                         | 3:05 |
| 10. | "مجلس إلروند / أنيرون (The Council of Elrond / Aníron)"                  | 3:49 |
| 11. | "الخاتم يذهب جنوبا (The Ring Goes South)"                                | 2:03 |
| 12. | "رحلة في الظلام (A Journey in the Dark)"                                 | 4:20 |
| 13. | "جسر خزاد دوم (The Bridge of Khazad-dûm)"                                | 5:57 |
| 14. | "لوتولوريان (Lothlórien)"                                                | 4:33 |
| 15. | "النهر العظيم (The Great River)"                                         | 2:42 |
| 16. | "آمون هين (Amon Hen)"                                                    | 5:02 |
| 17. | "انكسار الرفقة/ في الأحلام (The Breaking of the Fellowship / In Dreams)" | 7:20 |
| 18. | "ربما تكون (May It Be)"                                                  | 4:19 |

## الإستقبال

### إصدار الفيلم ومداخيل شبابيك التذاكر
أقيم العرض العالمي الأول للفيلم في أودن ليستر سكوار في لندن في 10 ديسمبر 2001. حقق الفيلم نجاحًا تجاريًا كبيرًا، حيث حقق 871.530.324 دولارًا في شباك التذاكر العالمي، بما في ذلك 315.544.750 دولارًا في الولايات المتحدة وفي كندا. هذا يجعله ثاني أعلى فيلم دخلا في عام 2001، بعد هاري بوتر وحجر الفيلسوف. حقق 6,951,441 دولارًا في فرنسا، و 1,528,814 دولارًا في كيبيك، و 903,015 دولارًا في سويسرا، و541،274 دولارًا في بلجيكا.
| الدول                  | مداخيل صندوق التذاكر | الدول          | مداخيل صندوق التذاكر | الدول     | مداخيل صندوق التذاكر |
| ---------------------- | -------------------- | -------------- | -------------------- | --------- | -------------------- |
| كندا+ الولايات المتحدة | 315 544 750 $        | كوريا الجنوبية | 15 544 637 $         | تايوان    | 6 615 569 $          |
| المملكة المتحدة        | 90 228 837 $         | هولندا         | 12 812 050 $         | نيوزيلندا | 6 236 331 $          |
| ألمانيا                | 78 561 249 $         | الدنمارك       | 11 485 996 $         | بلجيكا    | 6 094 454 $          |
| اليابان                | 68 132 622 $         | البرازيل       | 10 381 603 $         | اليونان   | 5 774 640 $          |
| فرنسا                  | 35 095 144 $         | بولندا         | 8 844 029 $          | فنلندا    | 4 947 945 $          |
| إسبانيا                | 28 230 083 $         | سويسرا         | 8 339 749 $          | تركيا     | 4 157 457 $          |
| أستراليا               | 24 703 245 $         | النرويج        | 7 949 940 $          | الأرجنتين | 3 658 920 $          |
| إيطاليا                | 24 444 637 $         | روسيا          | 7 179 111 $          | هونغ كونغ | 3 163 477 $          |
| السويد                 | 15 782 664 $         | الصين          | 6 880 952 $          | كولومبيا  | 2 991 132 $          |
| المكسيك                | 15 553 497 $         | النمسا         | 6 845 000 $          | البرتغال  | 2 935 879 $          |

### التقييم النقدي
تلقى الفيلم استقبالًا نقديًا إيجابيًا للغاية، حيث حصل على 91٪ من التقيِّيمات الإيجابية، بمتوسط درجات 8.2⁄10 واستنادًا إلى 225 تعليقًا تم جمعها على موقع روتن توميتوز. في موقع ميتاكريتيك، حصل على درجة 92⁄100، بناءً على 34 مراجعة تم جمعها. في فرنسا، تم استقباله أيضًا بشكل إيجابي، حيث حصل على متوسط 3.6 نجوم من أصل 5 للمراجعات الصحفية على موقع ألو سيني.
في عام 2007، احتل المرتبة الخمسين في قائمة المعهد الأمريكي للسينما لأفضل 100 فيلم أمريكي، وفي عام 2008، احتل المركز الثاني في قائمته لأفضل 10 أفلام فنتازية. في عام 2008 أيضًا، صنفته مجلة إمباير في المرتبة 24 في قائمة أفضل 500 فيلم على الإطلاق. احتل المرتبة 19 في تصنيف أفضل 250 فيلمًا في قاعدة بيانات الأفلام على الإنترنت، بناءً على تصويت الجمهور، بمتوسط درجات 8.8⁄10.
بالنسبة إلى جيرار ديلورم، من مجلة بروميار الفرنسية، «النتيجة، مثيرة تتجاوز ما يمكن للمرء أن يأمل فيه، حدود مثالية للسينما الخالصة». روجر إيبرت من شيكاغو سن-تايمز أعطى الفيلم 3 من أصل 4 نجوم، كتب أنه «إنتاج مثير للإعجاب في جرأته وعظمته» مع بعض اللمسات الشخصية التي تبدو حقيقية، رغم أنَّ الفيلم لا يتوافق تمامًا مع رؤيته للأرض الوسطى. أعطتها كلوديا بويج من يو إس إيه توداي نفس الملاحظة، مضيفة أنه «تكيف سينمائي مخلص ومذهل بصريًا» والذي ينبغي أن يجذب المطلعين وكذلك لعامة الناس. بالنسبة لإلفيس ميتشل من صحيفة نيويورك تايمز، إنه فيلم ملحمي قام فيه جاكسون بعمل أكبر مع المشاهد الجادة مقارنة مع المشاهد الأقل جدية. يعتبره فيليب فافاسور، من صحيفة الباريزيان، فيلمًا يحمل «عرضا مدويا» ويتضمن «مشاهد قتالية مذهلة» بالإضافة إلى «لمسة من الفكاهة».
تقول ليزا شوارتزباوم من إنترتينمنت ويكلي إنه عمل نابض بالحياة وجميل يستفيد من الممثلين الملهمين. يعتقد صامويل بلومنفيلد، من صحيفة لوموند، أن «ذكاء بيتر جاكسون، ومفارقاته، والحرية التي يتمتع بها سيناريو الفيلم، واستخدامه الماهر للتصاميم الخارجية، [...] يعيد الأرض الوسطى التي تخيلها تولكين». ريتا كمبلي، من صحيفة واشنطن بوست، تعتبره حرب نجوم مذهلة وحيوية من العصور الوسطى وتثني على جودة الممثلين. بالنسبة لجيل رينو من ليبراسيون، «لا شيء يمنعك من أن تبلع الطعم» في هذه «الملحمة الابتدائية». بمقارنة فيلم سيد الخواتم: رفقة الخاتم بفيلم هاري بوتر وحجر الفيلسوف الذي تم إصداره مؤخرًا، كتب ريتشارد كورليس من مجلة تايم أنه يتمتع بعظمة وعمق عاطفي يفتقر إليه هاري بوتر، ويختتم بالقول إن جاكسون قد نجح في خلق «عالم معقول ومقنع» يمكن للمشاهد أن ينغمس فيه بالكامل. تعتبره فابيان برادفر، من لو سوار، فيلمًا «مذهلًا، يأخذ المتفرج إلى عالم خيالي بطريقة واقعية»، «مصقولًا إلى أقصى الحدود» والذي يريد أن يكون «مخلصًا للرواية مع إعمال بعض الاختصارات السردية - والتي سينزعج منها الأصوليون».
من بين المراجعات الأكثر تناقضًا أو سلبية، وجد بيتر برادشو، من الغارديان، أنه على الرغم من المجموعات الهائلة والحضور المتوهج لإيان ماكيلين، فإن الفيلم يفشل في أن يكون قابلاً للتصديق مع حبكة غير قابلة للهضم وتفتقر إلى التعقيد وهو ما يراه مقلقًا. يعتبر إيمانويل فرويس من فيغاروسكاب طاقم عمل رائعا والمناظر الطبيعية ساحرة وأن هناك «بعض المشاهد التي لا تُنسى» لكنه يأسف«من الاستعمال المفرط المؤثرات الخاصة وومن الموسيقى القليلة والثقيلة والسرد الممتد على مدى ثلاث ساعات». بالنسبة لجيه هوبرمان من ذا فيليج فويس، لم يحقق الفيلم إلا في مناسبات نادرة (موريا وتماثيل آرغونات) العظمة البصرية، وكان مسليًا ولكن بدون معنى، والآن يبدو أنَّ العصر الذي كان فيه سيد الخواتم رمزا للثقافة المضادة قد ولى. يرى يانيك دهان ، من بوزيتيف، أن هذا «فيلم مغامرات ممتاز» حيث «تنجح مقاطع الشجاعة مع تألق في المشاهد الحميمة» ولكن القصة المعدلة لا تتغير أبدًا من بعد وضعها في الصور؛ حيث تبقى «تبديلا متوقعا وغير ضار». بالنسبة لسيسيل موري، من قناة تيليراما، «يُحرم الحلم من جزئه الثمين: غير المرئي» وحتى إذا كان«الرائع ليس غائبًا عن هذا الفيلم العملاق: فهو متقطع».

## الجوائز والترشيحات
في عام 2002، فاز الفيلم بأربع جوائز أوسكار من ثلاثة عشر ترشيحًا. وكانت الفئات الفائزة هي جائزة الأوسكار لأفضل موسيقى تصويرية وجائزة الأوسكار لأفضل تصوير سينمائي وجائزة الأوسكار لأفضل تأثيرات بصرية وجائزة الأوسكار لأفضل مكياج وتصفيف شعر. تم ترشيحه أيضًا جائزة الأوسكار لأفضل ممثل في دور ثانوي (إيان ماكيلين)، جائزة الأوسكار لأفضل تصميم إنتاج، جائزة الأوسكار لأفضل مخرج، جائزة الأوسكار لأفضل مونتاج، جائزة الأوسكار لأفضل أغنية أصلية (إنيا وويكي رايان وروما رايان من أجل أغنية «ربما تكون»)، جائزة الأوسكار لأفضل فيلم، جائزة الأوسكار لأفضل خلط أصوات (كريستوفر بويز، مايكل سيمانيك، جيثين كريغ وهاموند بيك)، جائزة الأوسكار لأفضل تصميم أزياء وجائزة الأوسكار لأفضل سيناريو مقتبس.
حصل الفيلم على جائزة هوغو لعام 2002 لأفضل عرض درامي. كما فاز بجائزة إمباير لأفضل فيلم، بالإضافة إلى خمس جوائز الأكاديمية البريطانية للأفلام (البافتا)، بما في ذلك جائزة البافتا لأفضل فيلم، وجائزة ديفيد لين لأفضل إخراج، وجائزة الجمهور (تم التصويت عليها من قبل الجمهور)، وجائزة البافتا لأفضل تأثيرات بصرية، وجائزة البافتا لأفضل ماكياج. تم ترشيح الفيلم لجائزة جوائز إم تي في لأفضل قتال بين غاندالف وسارومان.
في يونيو 2008، كشف معهد الفيلم الأمريكي عن «أفضل 10 أفلام» - لأفضل 10 أفلام من أفضل 10 مجموعات أفلام أمريكية «كلاسيكية» - بعد استطلاع رأي أكثر من 1500 شخص من المجتمع الإبداعي. تم الاعتراف بـ سيد الخواتم: رفقة الخاتم باعتباره ثاني أفضل فيلم في نوع الخيال والفنتازيا.
تُلخص هذه الجداول الجوائز والترشيحات الرئيسية التي حصل عليها الفيلم. للحصول على قائمة شاملة، راجع قاعدة بيانات الأفلام على الإنترنت.

### الجوائز
| السنة | الجائزة                                             | اللقب                                                                | الحائز على اللقب                                                       |
| ----- | --------------------------------------------------- | -------------------------------------------------------------------- | ---------------------------------------------------------------------- |
| 2002  | جائزة الأوسكار                                      | جائزة الأوسكار لأفضل موسيقى تصويرية                                  | هوارد شور                                                              |
| 2002  | جائزة الأوسكار                                      | جائزة الأوسكار لأفضل تصوير سينمائي                                   | أندرو ليزني                                                            |
| 2002  | جائزة الأوسكار                                      | جائزة الأوسكار لأفضل تأثيرات بصرية                                   | جيم ريجيل وراندال ويليام كوك وريتشارد تايلور ومارك ستيتسون             |
| 2002  | جائزة الأوسكار                                      | جائزة الأوسكار لأفضل مكياج وتصفيف شعر                                | بيتر أوين وريتشارد تايلور                                              |
| 2002  | جوائز الأكاديمية البريطانية للأفلام (البافتا)       | جائزة البافتا لأفضل فيلم                                             | فيلم سيد الخواتم: رفقة الخاتم                                          |
| 2002  | جوائز الأكاديمية البريطانية للأفلام (البافتا)       | جائزة البافتا لأفضل مخرج                                             | بيتر جاكسون                                                            |
| 2002  | جوائز الأكاديمية البريطانية للأفلام (البافتا)       | جائزة البافتا لأفضل تأثيرات بصرية                                    | جيم ريجيل وراندال ويليام كوك وريتشارد تايلور وأليكس فونك ومارك ستيتسون |
| 2002  | جوائز الأكاديمية البريطانية للأفلام (البافتا)       | جائزة البافتا لأفضل ماكياج                                           | بيتر أوين وبيتر كينج وريتشارد تايلور                                   |
| 2002  | جائزة زحل                                           | جائزة زحل لأفضل فيلم خيالي                                           | فيلم سيد الخواتم: رفقة الخاتم                                          |
| 2002  | جائزة زحل                                           | جائزة زحل لأفضل مخرج                                                 | بيتر جاكسون                                                            |
| 2002  | جائزة زحل                                           | جائزة زحل لأفضل ممثل في دور ثانوي                                    | إيان ماكلين                                                            |
| 2002  | جائزة ساتالايت                                      | جائزة ساتالايت لأفضل فيلم يحوي مؤثرات بصرية                          | فيلم سيد الخواتم: رفقة الخاتم                                          |
| 2002  | جائزة ساتالايت                                      | جائزة ساتالايت لأفضل مونتاج                                          | جون جيلبرت                                                             |
| 2002  | جائزة ساتالايت                                      | جائزة ساتالايت لأفضل صوت                                             | جيثين كريج وكريستوفر بويز ومايكل سيمانيك وهاموند بيك                   |
| 2002  | جائزة هوغو                                          | جائزة هوغو لأفضل فيلم                                                | فيلم سيد الخواتم: رفقة الخاتم                                          |
| 2002  | جوائز إمباير                                        | جائزة إمباير لأفضل فيلم                                              | فيلم سيد الخواتم: رفقة الخاتم                                          |
| 2002  | جوائز إمباير                                        | جائزة إمباير لأفضل ممثل                                              | إليجاه وود                                                             |
| 2002  | جوائز إمباير                                        | جائزة إمباير لأفضل موهبة صاعدة                                       | أورلاندو بلوم                                                          |
| 2002  | جوائز إم تي في للأفلام                              | جائزة إم تي في لأفضل فيلم                                            | فيلم سيد الخواتم: رفقة الخاتم                                          |
| 2002  | جائزة نقابة ممثلي الشاشة                            | جائزة نقابة ممثلي الشاشة لأفضل ممثل في لقطة مضحكة                    | إيان ماكلين                                                            |
| 2002  | جائزة اختيار النقاد للأفلام                         | جائزة اختيار النقاد لأفضل ملحن                                       | هوارد شور                                                              |
| 2002  | جائزة اختيار النقاد للأفلام                         | جائزة اختيار النقاد لأفضل أغنية أصلية                                | أغنية "ربما تكون" (May It Be) لإنيا                                    |
| 2002  | جائزة المجلس الوطني للمراجعة                        | جائزة المجلس الوطني للمراجعة لأفضل ديكور                             | غرانت ميجر                                                             |
| 2002  | جائزة المجلس الوطني للمراجعة                        | جائزة المجلس الوطني للمراجعة لأفضل ممثلة في لقطة مضحكة               | كيت بلانشيت                                                            |
| 2002  | جائزة جمعية كلوتروديس للأفلام المستقلة              | جائزة جمعية كلوتروديس للأفلام المستقلة لأفضل سيناريو مقتبس           | فيليبا بوينز وفران والش وبيتر جاكسون                                   |
| 2002  | جائزة الأكادمية الأسترالية للسينما والفنون التلفزية | جائزة الأكادمية الأسترالية للسينما والفنون التلفزية لأفضل فيلم أجنبي | فيلم سيد الخواتم: رفقة الخاتم                                          |
| 2002  | جائزة بوديل                                         | جائزة بوديل لأفضل فيلم أمريكي                                        | فيلم سيد الخواتم: رفقة الخاتم                                          |
| 2002  | جوائز الموسيقى التصويرية العالمية                   | جوائز الموسيقى التصويرية العالمية لأفضل شريط موسيقي أصلي             | هاوارد شور                                                             |
| 2003  | جائزة غرامي                                         | جائزة غرامي لأفضل شريط موسيقي أصلي                                   | جون كورلاندر وهاوارد شور                                               |
| 2003  | جائزة نيبولا                                        | جائزة نيبولا لأفضل سيناريو                                           | فيليبا بوينز وفران والش وبيتر جاكسون                                   |

### الترشيحات
| السنة | الجائزة                                       | اللقب                                  | المُرَشَّح                                                                                           |
| ----- | --------------------------------------------- | -------------------------------------- | ------------------------------------------------------------------------------------------------ |
| 2002  | جائزة الأوسكار                                | جائزة الأوسكار لأفضل فيلم              | فيلم سيد الخواتم: رفقة الخاتم                                                                    |
| 2002  | جائزة الأوسكار                                | جائزة الأوسكار لأفضل مخرج              | بيتر جاكسون                                                                                      |
| 2002  | جائزة الأوسكار                                | جائزة الأوسكار لأفضل سيناريو مقتبس     | فيليبا بوينز وفران والش وبيتر جاكسون                                                             |
| 2002  | جائزة الأوسكار                                | جائزة الأوسكار لأفضل ممثل في دور ثانوي | إيان ماكلين                                                                                      |
| 2002  | جائزة الأوسكار                                | جائزة الأوسكار لأفضل تصميم إنتاج       | غرانت ميجر ودان هينا                                                                             |
| 2002  | جائزة الأوسكار                                | جائزة الأوسكار لأفضل تصميم أزياء       | نجيلا ديكسون وريتشارد تايلور                                                                     |
| 2002  | جائزة الأوسكار                                | جائزة الأوسكار لأفضل مونتاج            | جون جيلبرت                                                                                       |
| 2002  | جائزة الأوسكار                                | جائزة الأوسكار لأفضل أغنية أصلية       | إنيا وويكي رايان وروما رايان من أجل أغنية "ربما تكون"                                            |
| 2002  | جائزة الأوسكار                                | جائزة الأوسكار لأفضل خلط أصوات         | كريستوفر بويز ومايكل سيمانيك وجيثين كريج وهاموند بيك                                             |
| 2002  | جوائز الغولدن غلوب                            | جائزة غولدن غلوب لأفضل فيلم - دراما    | فيلم سيد الخواتم: رفقة الخاتم                                                                    |
| 2002  | جوائز الغولدن غلوب                            | جائزة غولدن غلوب لأفضل مخرج            | بيتر جاكسون                                                                                      |
| 2002  | جوائز الغولدن غلوب                            | جائزة غولدن غلوب لأفضل موسيقى تصويرية  | هوارد شور                                                                                        |
| 2002  | جوائز الغولدن غلوب                            | جائزة غولدن غلوب لأفضل أغنية أصلية     | إنيا من أجل أغنية "ربما تكون"                                                                    |
| 2002  | جوائز الأكاديمية البريطانية للأفلام (البافتا) | جائزة البافتا لأفضل ممثل               | إيان ماكلين                                                                                      |
| 2002  | جوائز الأكاديمية البريطانية للأفلام (البافتا) | جائزة البافتا لأفضل سيناريو مقتبس      | فيليبا بوينز وفران والش وبيتر جاكسون                                                             |
| 2002  | جوائز الأكاديمية البريطانية للأفلام (البافتا) | جائزة البافتا لأفضل موسيقي أفلام       | هوارد شور                                                                                        |
| 2002  | جوائز الأكاديمية البريطانية للأفلام (البافتا) | جائزة البافتا لأفضل مصور               | أندرو ليزني                                                                                      |
| 2002  | جوائز الأكاديمية البريطانية للأفلام (البافتا) | جائزة البافتا لأفضل ديكور              | غرانت ميجر                                                                                       |
| 2002  | جوائز الأكاديمية البريطانية للأفلام (البافتا) | جائزة البافتا لأفضل تصميم أزياء        | نجيلا ديكسون                                                                                     |
| 2002  | جوائز الأكاديمية البريطانية للأفلام (البافتا) | جائزة البافتا لأفضل مونتاج             | جون جيلبرت                                                                                       |
| 2002  | جوائز الأكاديمية البريطانية للأفلام (البافتا) | جائزة البافتا لأفضل صوت                | ديفيد فارمر وهاموند بيك وكريستوفر بويز وجثين كريج ومايكل سيمانيك وإيثان فان دير رين ومايك هوبكنز |
| 2002  | جائزة زحل                                     | جائزة زحل لأفضل سيناريو                | فيليبا بوينز وفران والش وبيتر جاكسون                                                             |
| 2002  | جائزة زحل                                     | جائزة زحل لأفضل موسيقى أفلام           | هوارد شور                                                                                        |
| 2002  | جائزة زحل                                     | جائزة زحل لأفضل تصميم أزياء            | نجيلا ديكسون وريتشارد تايلور                                                                     |
| 2002  | جائزة زحل                                     | جائزة زحل لأفضل مؤثرات خاصة            | جيم ريجيل وراندال ويليام كوك وريتشارد تايلور ومارك ستيتسون                                       |
| 2002  | جائزة زحل                                     | جائزة زحل لأفضل ماكياج                 | بيتر أوين وريتشارد تايلور                                                                        |
| 2002  | جائزة ساتالايت                                | لأفضل سيناريو مقتبس                    | فيليبا بوينز وفران والش وبيتر جاكسون                                                             |
| 2002  | جائزة ساتالايت                                | لأفضل ممثل في دور ثانوي                | إيان ماكلين                                                                                      |
| 2002  | جائزة ساتالايت                                | لأفضل ديكور                            | غرانت ميجر ودان هينا                                                                             |
| 2002  | جائزة ساتالايت                                | لأفضل تصوير                            | أندرو ليزني                                                                                      |
| 2002  | جائزة ساتالايت                                | لأفضل تصميم أزياء                      | نجيلا ديكسون وريتشارد تايلور                                                                     |
| 2002  | جائزة ساتالايت                                | لأفضل مؤثرات خاصة                      | جيم ريجيل وريتشارد تايلور وأليكس فونك وراندال ويليام كوك                                         |
| 2002  | جوائز إمباير                                  | لأفضل ممثل                             | فيجو مورتينسين                                                                                   |
| 2002  | جوائز إمباير                                  | لأفضل ممثل بريطاني                     | إيان ماكلين وشون بين                                                                             |
| 2002  | جوائز إمباير                                  | لأفضل مخرج                             | بيتر جاكسون                                                                                      |
| 2002  | جوائز إمباير                                  | لأفضل موهبة صاعدة                      | بيلي بويد ودومينيك موناغان                                                                       |
| 2002  | جوائز إم تي في للأفلام                        | لأفضل ممثل                             | إليجاه وود                                                                                       |
| 2002  | جوائز إم تي في للأفلام                        | لأفضل شرير                             | كرستوفر لي                                                                                       |
| 2002  | جوائز إم تي في للأفلام                        | لأفضل معركة                            | غاندالف وسارومان                                                                                 |
| 2002  | جوائز إم تي في للأفلام                        | لأفضل تسلسل أحداث حركة                 | القتال في عند قبر بالين في كهوف موريا                                                            |
| 2002  | جائزة نقابة ممثلي الشاشة                      | لأفضل توزيع                            |                                                                                                  |
| 2002  | جائزة اختيار النقاد للأفلام                   | لأفضل فيلم                             | فيلم سيد الخواتم: رفقة الخاتم                                                                    |
| 2002  | جائزة اختيار النقاد للأفلام                   | لأفضل مخرج                             | بيتر جاكسون                                                                                      |
| 2002  | جائزة برام ستوكر                              | لأفضل سيناريو                          | فيليبا بوينز وفران والش وبيتر جاكسون                                                             |
| 2002  | جائزة أماندا                                  | لأفضل فيلم أجنبي                       | فيلم سيد الخواتم: رفقة الخاتم                                                                    |
| 2002  | جوائز الموسيقى التصويرية العالمية             | لأفضل ملحن شريط أصلي                   | هوارد شور                                                                                        |
| 2003  | جائزة أكاديمية اليابان                        | لأفضل فيلم أجنبي                       | فيلم سيد الخواتم: رفقة الخاتم                                                                    |
| 2003  | جائزة أسد التشيك                              | لأفضل فيلم أجنبي                       | فيلم سيد الخواتم: رفقة الخاتم                                                                    |
| 2003  | جائزة غرامي                                   | لأفضل أغنية فيلم                       | إنيا وويكي رايان وروما رايان من أجل أغنية "ربما تكون"                                            |

## إصدارات الفيديو
تم إصدار نسخة دي في دي (DVD) للفيلم في 7 أغسطس 2002 في المنطقة 1 والمنطقة 2. وهي تتضمن النسخة السينمائية للفيلم وقرصًا يشتمل على حوالي ساعتين ونصف من كمكافأة، ولا سيما ثلاثة أفلام وثائقية تتعلق بصناعة الفيديو الموسيقي لأغنية «ربما تكون» لإنيا، ومقابلة مع بيتر جاكسون. النسخة الطويلة من الفيلم، في أربعة أقراص دي في دي (DVD)، اثنان للفيلم واثنان للمكافآت، صدرت في 13 نوفمبر 2002. النسخة الطويلة تتضمن حوالي ثلاثين دقيقة من المشاهد الإضافية، مستثناة من النسخة السينمائية لأسباب طول الفيلم. لكنها تضفي مزيدًا من العمق على الشخصيات والعالم، وتكون مصحوبة بأربعة تعليقات صوتية مختلفة (من قبل كتَّاب السيناريو والفريق الفني وفريق الإنتاج وما بعد الإنتاج والممثلين الرئيسيين). يغطي القرصان الإضافيان جميع مراحل الإنتاج بدءًا من كتابة السيناريو وحتى القص النهائي، وذلك لما يقرب من ست ساعات ونصف من الأفلام الوثائقية. وهناك مكافأة خفية لإضفاء روح الدعابة بمحاكاة ساخرة لمشهد مجلس إلروند، وبطولة جاك بلاك وسارة ميشيل جيلار، وتم تقديمهما لجوائز إم تي في للأفلام.
توفر إصدار قرص بلو راي للفيلم، مع نفس مكافآت إصداردي في دي (DVD)، منذ 6 أبريل 2010 بينما تم إصدار النسخة الطويلة في 28 يونيو 2011 في المنطقة 1 والمنطقة 2. مكافأة جديدة في النموذج من الفيلم الوثائقي لكوستا بوتس عن موقع تصوير الفيلم موجود في هذه النسخة الطويلة بتنسيق بلو راي.

## طالع أيضًا
- سيد الخواتم
- سيد الخواتم (سلسلة أفلام)
- الهوبيت
- الهوبيت (سلسلة أفلام)
- سيد الخواتم: البرجان
- سيد الخواتم: عودة الملك
- الهوبيت: رحلة غير متوقعة
- الهوبيت: قفرة سموغ
- الهوبيت: معركة الجيوش الخمسة
- الأرض الوسطى
- جون رونالد تولكين
- بيتر جاكسون

## روابط خارجية
- سيد الخواتم: رفقة الخاتم على موقع IMDb (الإنجليزية)
- سيد الخواتم: رفقة الخاتم على موقع ميتاكريتيك (الإنجليزية)
- سيد الخواتم: رفقة الخاتم على موقع الموسوعة البريطانية (الإنجليزية)
- سيد الخواتم: رفقة الخاتم على موقع روتن توميتوز (الإنجليزية)
- سيد الخواتم: رفقة الخاتم على موقع نتفليكس (الإنجليزية)
- سيد الخواتم: رفقة الخاتم على موقع قاعدة بيانات الأفلام العربية
- سيد الخواتم: رفقة الخاتم على موقع ألو سيني (الفرنسية)
- سيد الخواتم: رفقة الخاتم على موقع Turner Classic Movies (الإنجليزية)
- سيد الخواتم: رفقة الخاتم على موقع أول موفي (الإنجليزية)
- سيد الخواتم: رفقة الخاتم على موقع بوكس أوفيس موجو (الإنجليزية)